# Kyoto Animation
Kyoto Animation Co., Ltd. (株式会社京都アニメーション Kabushiki-gaisha Kyōto Animēshon?), también conocido de forma abreviada como KyoAni (京アニ?), es un estudio de animación japonés y editor de novelas ligeras ubicado en Uji, Prefectura de Kioto, Japón. Fue fundado en 1981 por Hideaki y Yoko Hatta, y ha producido trabajos de anime en los que se incluyen Suzumiya Haruhi no Yūutsu (2006), CLANNAD (2007), K-On! (2009), Free! (2013), Hibike! Euphonium (2015), Koe no Katachi (2016) y Violet Evergarden (2018).

## Historia

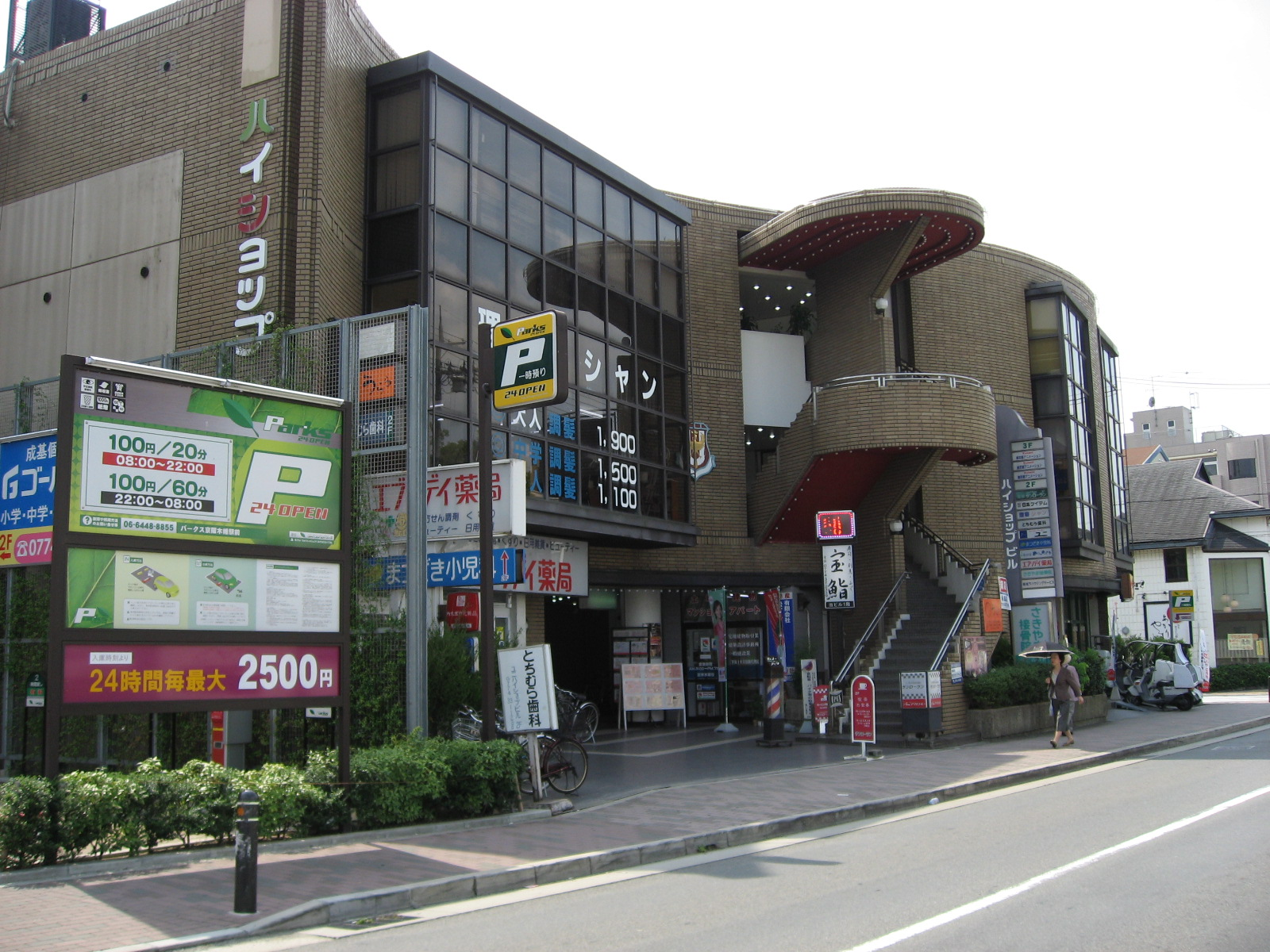
Estudio 2 y tienda de Kyoto Animation.

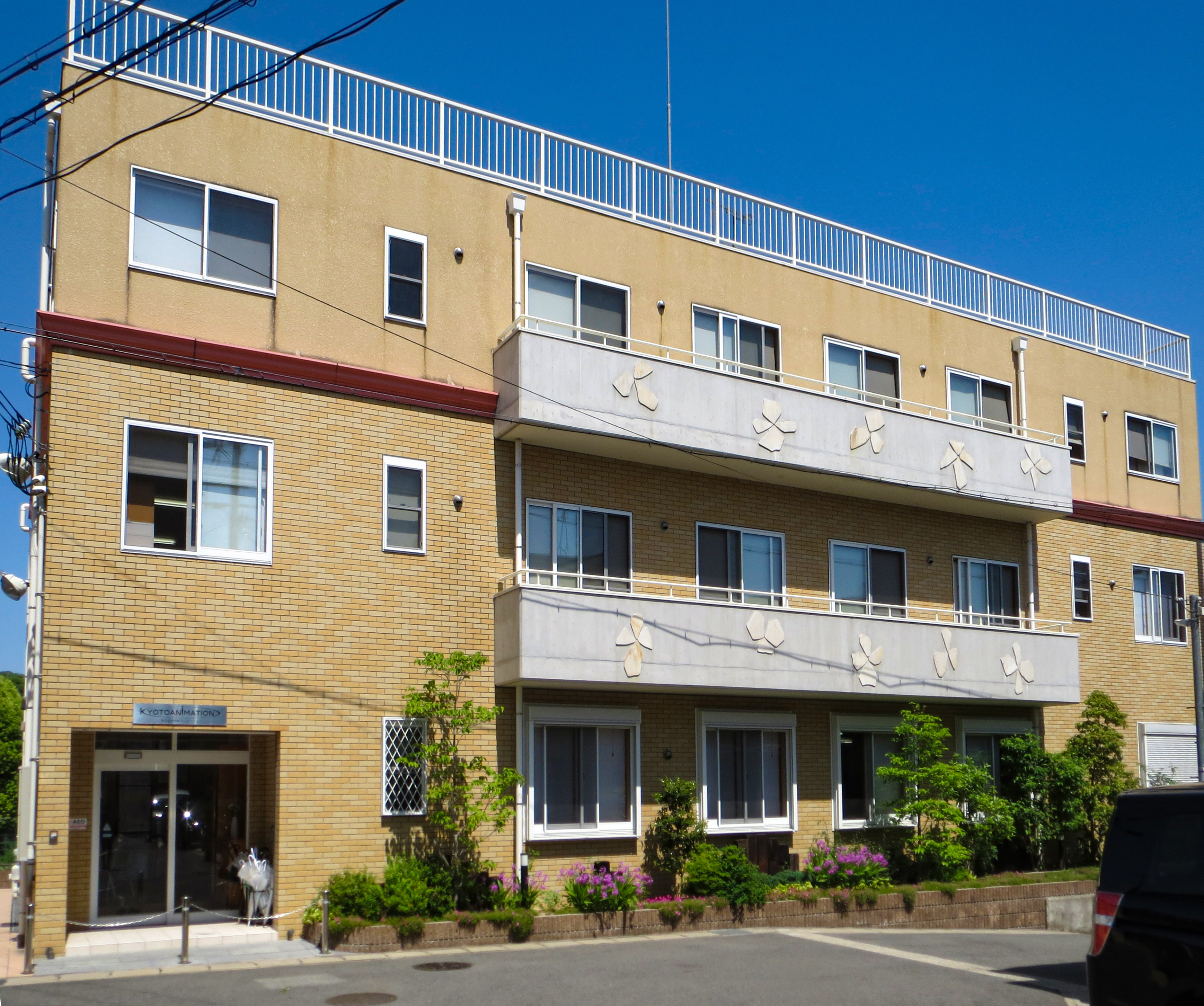
Primer estudio de Kyoto Animation en Fushimi, Kioto, Japón, antes del incendio de 2019.

Kyoto Animation fue cofundado en 1981 por la pareja casada Yoko y Hideaki Hatta; se convirtió en Yūgen gaisha en 1985 y Kabushiki gaisha en 1999. Yoko Hatta, quien se desempeña como vicepresidenta de la compañía, había trabajado como pintora en Mushi Production hasta que se mudó a Kioto después de casarse con su esposo, quien se desempeña como presidente. El logotipo de la empresa se origina en el kanji kyō (京?), el primer carácter de Kyoto (京都?).
Desde 2009, Kyoto Animation ha acogido los premios anuales Kyoto Animation Awards en tres categorías: novelas originales, manga y escenarios. Algunas presentaciones ganadoras se publican bajo el sello KA Esuma Bunko de la compañía y tienen la posibilidad de ser adaptadas más tarde como anime. Chūnibyō Demo Koi ga Shitai!, Free!, Kyōkai no Kanata y Musaigen no Phantom World se basaron en novelas que recibieron una mención honorífica en este concurso. En 2014, la novela Violet Evergarden se convirtió en la primera y única obra hasta ahora en ganar un gran premio en cualquiera de las tres categorías.
Kyoto Animation ha sido reconocida por sus altos valores de producción y «sensibilidad a las maravillas y dilemas de la vida cotidiana». A diferencia de la mayoría de los estudios de animación, los empleados de la empresa son asalariados en lugar de trabajadores independientes y reciben formación interna. Se ha citado que estas prácticas animan a los empleados a centrarse en la calidad del marco en lugar de las cuotas de producción. La compañía ha recibido elogios por el trato positivo de su personal y fue honrada por Women in Animation con su Premio a la Diversidad en 2020 por sus esfuerzos para crear una fuerza laboral con equilibrio de género y alentar a las mujeres a ingresar a la industria.
En abril de 2020, la compañía anunció que suspendería su trabajo durante un mes debido a la pandemia de COVID-19, extendiendo posteriormente el período hasta finales de mayo.

### Animation Do
Una empresa afiliada llamada Animation Do Co., Ltd. (株式会社アニメーションドゥウ Kabushiki-gaisha Animēshon Dū?), se estableció en 2000 para ayudar a la producción en Kyoto Animation. Originalmente se estableció como una oficina del estudio en Osaka, se incorporó como sociedad limitada en 2000, y luego como corporación en 2010. Ambas compañías eran dirigidas por Hideaki Hatta y se gestionaban conjuntamente como una sola. Produjeron trabajos prometedores bajo la etiqueta Animation Do con Kyoto Animation como su contratista principal y trabajaban como una empresa junto con Kyoto Animation. Trabajaron en la mayoría de los proyectos de animación de Kyoto Animation y muchos de ellos tienen firmas conjuntas. El 16 de septiembre de 2020, la publicación de National Printing Bureau anunció que Kyoto Animation absorbió Animation Do, que incluye todos los derechos y propiedades asociadas.

### Incendio provocado de 2019
En la mañana del 18 de julio de 2019, un incendio provocado en el primer estudio de Kyoto Animation en Fushimi-ku mató a 36 personas (incluidos los directores Yasuhiro Takemoto y Yoshiji Kigami), hirieron a otras 34 (incluido el sospechoso) en diversos grados, y destruyó la mayoría de los materiales y computadoras del edificio. El sospechoso, Shinji Aoba, de 41 años, luego admitió haber cometido el ataque. En enero de 2024 fue declarado culpable y condenado a muerte.

## Obras
En las tablas siguientes solo se enumeran las producciones en las que Kyoto Animation fue productor principal.

### Series de anime
| Año  | Título                                         | Director(es)                                     | Fecha de primera transmisión | Fecha de última transmisión | Eps | Nota(s) | Refs.                |
| ---- | ---------------------------------------------- | ------------------------------------------------ | ---------------------------- | --------------------------- | --- | --- | -------------------- |
| 2003 | Full Metal Panic? Fumoffu                      | Yasuhiro Takemoto                                | 26 de agosto de 2003         | 18 de noviembre de 2003     | 11  | Adaptación spin-off de las novelas ligeras de Shoji Gatoh.                                                                                           | [ 25 ]               |
| 2005 | AIR                                            | Tatsuya Ishihara                                 | 6 de enero de 2005           | 31 de marzo de 2005         | 13  | Adaptación de la novela visual de Key. | [ 28 ]               |
| 2005 | Full Metal Panic!: The Second Raid             | Yasuhiro Takemoto                                | 13 de julio de 2005          | 19 de octubre de 2005       | 13  | Secuela de la serie de anime de 2002 de Gonzo. | [ 30 ]               |
| 2006 | Suzumiya Haruhi no Yuutsu                      | Tatsuya Ishihara Yutaka Yamamoto                 | 2 de abril de 2006           | 2 de julio de 2006          | 14  | Adaptación de la serie de novelas ligeras de Nagaru Tanigawa.                                                                                        | [ 31 ]               |
| 2006 | Kanon                                          | Tatsuya Ishihara                                 | 5 de octubre de 2006         | 15 de marzo de 2007         | 24  | Adaptación de la novela visual de Key. | [ 32 ]               |
| 2007 | Lucky Star                                     | Yutaka Yamamoto (#1–4) Yasuhiro Takemoto (#5–24) | 8 de abril de 2007           | 16 de septiembre de 2007    | 24  | Adaptación del manga de Kagami Yoshimizu. | [ 33 ]               |
| 2007 | CLANNAD                                        | Tatsuya Ishihara                                 | 4 de octubre de 2007         | 21 de marzo de 2008         | 22  | Adaptación de la novela visual de Key. | [ 36 ]               |
| 2008 | CLANNAD After Story                            | Tatsuya Ishihara                                 | 3 de octubre de 2008         | 26 de marzo de 2009         | 22  | Secuela de CLANNAD. | [ 38 ]               |
| 2009 | Sora o Miageru Shōjo no Hitomi ni Utsuru Sekai | Yoshiji Kigami                                   | 14 de enero de 2009          | 11 de marzo de 2009         | 9   | Serie de televisión remake de Munto. | [ 39 ]               |
| 2009 | Suzumiya Haruhi no Yuutsu                      | Tatsuya Ishihara Yutaka Yamamoto                 | 3 de abril de 2009           | 9 de octubre de 2009        | 28  | Retransmisión de Suzumiya Haruhi no Yuutsu con catorce nuevos episodios.                                                                             | [ 40 ]               |
| 2009 | K-ON!                                          | Naoko Yamada                                     | 3 de abril de 2009           | 26 de junio de 2009         | 12  | Adaptación del manga de Kakifly. | [ 42 ]               |
| 2010 | K-ON!!                                         | Naoko Yamada                                     | 7 de abril de 2010           | 28 de septiembre de 2010    | 24  | Secuela de K-ON!. | [ 44 ]               |
| 2011 | Nichijō                                        | Tatsuya Ishihara                                 | 3 de abril de 2011           | 25 de septiembre de 2011    | 26  | Adaptación del manga de Keiichi Arawi. | [ 45 ]               |
| 2012 | Hyōka                                          | Yasuhiro Takemoto                                | 22 de abril de 2012          | 16 de septiembre de 2012    | 22  | Adaptación de las novelas de Honobu Yonezawa. | [ 46 ]               |
| 2012 | Chūnibyō Demo Koi ga Shitai!                   | Tatsuya Ishihara                                 | 4 de octubre de 2012         | 19 de diciembre de 2012     | 12  | Adaptación de la novela de Torako, ganador de una mención honorable en la categoría de novelas de la Primera Edición de los Premios Kyoto Animation. | [ 47 ]               |
| 2013 | Tamako Market                                  | Naoko Yamada                                     | 10 de enero de 2013          | 28 de marzo de 2013         | 12  | Historia original del equipo que trabajó en K-ON!!.                                                                                                  | [ 48 ]               |
| 2013 | Free! Iwatobi Swim Club                        | Hiroko Utsumi                                    | 4 de julio de 2013           | 25 de septiembre de 2013    | 12  | Secuela de la novela ligera High Speed! de Kōji Ōji. Coanimado con Animation Do.                                                                     | [ 49 ]               |
| 2013 | Kyōkai no Kanata                               | Taichi Ishidate                                  | 2 de octubre de 2013         | 18 de diciembre de 2013     | 12  | Adaptación de la serie de novelas ligeras de Nagomu Torii.                                                                                           | [ 50 ]               |
| 2014 | Chūnibyo Demo Koi ga Shitai! Ren               | Tatsuya Ishihara                                 | 8 de enero de 2014           | 26 de marzo de 2014         | 12  | Secuela de Chūnibyō Demo Koi ga Shitai!. | [ 53 ]               |
| 2014 | Free! Eternal Summer                           | Hiroko Utsumi                                    | 2 de julio de 2014           | 24 de septiembre de 2014    | 13  | Secuela de Free! Iwatobi Swim Club. Coanimado con Animation Do.                                                                                      | [ 55 ]               |
| 2014 | Amagi Brilliant Park                           | Yasuhiro Takemoto                                | 6 de octubre de 2014         | 25 de diciembre de 2014     | 13  | Adaptación de la serie de novelas ligeras de Shoji Gatoh.                                                                                            | [ 58 ]               |
| 2015 | Hibike! Euphonium                              | Tatsuya Ishihara Naoko Yamada                    | 7 de abril de 2015           | 1 de julio de 2015          | 13  | Adaptación de la novela de Ayano Takeda. | [ 60 ]               |
| 2016 | Musaigen no Phantom World                      | Tatsuya Ishihara                                 | 7 de enero de 2016           | 31 de marzo de 2016         | 13  | Adaptación de la novela de Sōichirō Hatano. | [ 63 ]               |
| 2016 | Hibike! Euphonium 2                            | Tatsuya Ishihara Naoko Yamada                    | 6 de octubre de 2016         | 29 de diciembre de 2016     | 13  | Secuela de Hibike! Euphonium. | [ 64 ]               |
| 2017 | Kobayashi-san Chi no Maid Dragon               | Yasuhiro Takemoto                                | 12 de enero de 2017          | 5 de abril de 2017          | 13  | Adaptación del manga de Coolkyousinnjya. | [ 66 ]               |
| 2018 | Violet Evergarden                              | Taichi Ishidate Haruka Fujita                    | 11 de enero de 2018          | 5 de abril de 2018          | 13  | Adaptación de la novela ligera de Kana Akatsuki. | [ 68 ]               |
| 2018 | Free! Dive to the Future                       | Eisaku Kawanami                                  | 12 de julio de 2018          | 27 de septiembre de 2018    | 12  | Secuela de Free! Eternal Summer. Coanimado con Animation Do.                                                                                         | [ 70 ]               |
| 2018 | Tsurune                                        | Takuya Yamamura                                  | 22 de octubre de 2018        | 21 de enero de 2019         | 13  | Adaptación de la novela de Kotoko Ayano. | [ 72 ]               |
| 2021 | Kobayashi-san Chi no Maid Dragon S             | Tatsuya Ishihara Yasuhiro Takemoto               | 7 de julio de 2021           | 22 de septiembre de 2021    | 12  | Secuela de Kobayashi-san Chi no Maid Dragon. | [ 74 ]               |
| 2023 | Tsurune: Tsunagari no Issha                    | Takuya Yamamura                                  | 4 de enero de 2023           | 29 de marzo de 2023         | 13  | Secuela de Gekijōban Tsurune: Hajimari no Issha. | [ 75 ]               |
| 2024 | Hibike! Euphonium 3                            | Tatsuya Ishihara                                 | 7 de abril de 2024           | 30 de junio de 2024         | 13  | Secuela de Hibike! Euphonium 2. | [ 76 ]               |
| 2025 | City The Animation                             | Taichi Ishidate                                  | 7 de julio de 2025           | —                           | —   | Adaptación del manga de Keiichi Arawi. | [ 77 ] [ 78 ] [ 79 ] |
| —    | 20 Seiki Denki Mokuroku                        | —                                                | —                            | —                           | —   | Adaptación de novela ligera de Hiro Yūki. | [ 80 ]               |

### Películas
| Año       | Título                                                          | Director(es)                               | Fecha de lanzamiento                                 | Duración         | Nota(s) | Refs.           |
| --------- | --------------------------------------------------------------- | ------------------------------------------ | ---------------------------------------------------- | ---------------- | --- | --------------- |
| 2009      | Tenjō Jin to Akuto Jin Saigo no Tatakai                         | Yoshiji Kigami                             | 18 de abril de 2009                                  | 83m              | Resumen de Sora o Miageru Shōjo no Hitomi ni Utsuru Sekai. | [ 81 ]          |
| 2010      | Suzumiya Haruhi no Shoshitsu                                    | Tatsuya Ishihara Yasuhiro Takemoto         | 6 de febrero de 2010                                 | 162m             | Continuación de Suzumiya Haruhi no Yūutsu. | [ 82 ]          |
| 2011      | K-On! La película                                               | Naoko Yamada                               | 3 de diciembre de 2011                               | 110m             | Historia paralela original de la segunda temporada de K-ON!. | [ 83 ]          |
| 2013      | Takanashi Rikka Kai: Gekijō-ban Chūnibyō Demo Koi ga Shitai!    | Tatsuya Ishihara                           | 14 de septiembre de 2013                             | 96m              | Resumen de la primera temporada de Chūnibyō Demo Koi ga Shitai! desde el punto de vista de Rikka Takanashi, con nuevos elementos. Película de enlace con la segunda temporada. | [ 84 ]          |
| 2014      | Tamako Love Story                                               | Naoko Yamada                               | 26 de abril de 2014                                  | 83m              | Continuación de Tamako Market. | [ 85 ]          |
| 2015      | Kyōkai no Kanata -I'LL BE HERE- Kako-hen                        | Taichi Ishidate                            | 14 de marzo de 2015                                  | 82m              | Resumen de Kyōkai no Kanata | [ 86 ]          |
| 2015      | Kyōkai no Kanata -I'LL BE HERE- Mirai-hen                       | Taichi Ishidate                            | 25 de abril de 2015                                  | 90m              | Secuela de Kyōkai no Kanata | [ 87 ]          |
| 2015      | High Speed! - Free! Starting Days                               | Yasuhiro Takemoto                          | 5 de diciembre de 2015                               | 110m             | Película precuela basada en el segundo volumen de la novela ligera original High Speed!                                                                                        | [ 88 ] [ 89 ]   |
| 2016      | Gekijōban Hibike! Euphonium: Kitauji Kōkō Suisōgaku-bu e Yōkoso | Tatsuya Ishihara Naoko Yamada              | 23 de abril de 2016                                  | 104m             | Resumen de la primera temporada de Hibike! Euphonium. | [ 90 ]          |
| 2016      | Koe no Katachi                                                  | Naoko Yamada                               | 17 de septiembre de 2016                             | 130m             | Adaptación en película del manga de Yoshitoki Ōima | [ 91 ]          |
| 2017      | Free!! Timeless Medley - Kizuna                                 | Eisaku Kawanami                            | 1 de julio de 2017                                   | 94m              | Resumen de la segunda temporada de Free! centrada en Haruka. | [ 92 ]          |
| 2017      | Free!! Timeless Medley - Yakusoku                               | Eisaku Kawanami                            | 1 de julio de 2017                                   | 99m              | Resumen de la segunda temporada de Free! centrada en Rin. | [ 93 ] [ 92 ]   |
| 2017      | Hibike! Euphonium: Todoketai Melody                             | Tatsuya Ishihara Taichi Ogawa Naoko Yamada | 30 de septiembre de 2017                             | 115m             | Resumen de la segunda temporada de Hibike! Euphonium. | [ 94 ]          |
| 2017      | Free! -Take Your Marks-                                         | Eisaku Kawanami                            | 28 de octubre de 2017                                | 99m              | Continuation of Free!. | [ 95 ] [ 96 ]   |
| 2018      | Eiga Chūnibyō Demo Koi ga Shitai! Take On Me                    | Tatsuya Ishihara                           | 6 de enero de 2018                                   | 90m              | Continuación de Chūnibyō Demo Koi ga Shitai! y fin de la serie. | [ 97 ]          |
| 2018      | Liz to Aoi Tori                                                 | Naoko Yamada                               | 21 de abril de 2018                                  | 90m              | Película Spin-off de Hibike! Euphonium | [ 98 ]          |
| 2019      | Hibike! Euphonium: Chikai No Finale                             | Tatsuya Ishihara Naoko Yamada              | 19 de abril de 2019                                  | 101m             | Continuación de Hibike! Euphonium. | [ 99 ]          |
| 2019      | Free! -Road to the World- Dream                                 | Eisaku Kawanami                            | 5 de julio de 2019                                   | 99m              | Resumen de la tercera temporada de Free!. | [ 100 ]         |
| 2019      | Violet Evergarden Gaiden: Eien to Jidō Shuki Ningyō             | Haruka Fujita                              | 6 de septiembre de 2019                              | 93m              | Película spin-off de Violet Evergarden. | [ 101 ]         |
| 2020      | Gekijōban Violet Evergarden                                     | Taichi Ishidate                            | 18 de septiembre de 2020                             | 140m             | Continuación de Violet Evergarden. | [ 102 ]         |
| 2021-2022 | Free! The Final Stroke                                          | Eisaku Kawanami                            | 17 de septiembre de 2021 (1) 22 de abril de 2022 (2) | 90m (1) 106m (2) | Serie de dos partes. Continuación de Free! | [ 103 ]         |
| 2022      | Gekijōban Tsurune: Hajimari no Issha                            | Takuya Yamamura                            | 19 de agosto de 2022                                 | 102m             | Continuación de Tsurune. | [ 104 ]         |
| 2023      | Hibike! Euphonium: Ensemble Contest                             | Tatsuya Ishihara                           | 4 de agosto de 2023                                  | 57m              | Historia paralela de Hibike! Euphonium. | [ 76 ]          |
| 2025      | Kobayashi-san Chi no Maid Dragon: Samishigariya no Ryū          | Tatsuya Ishihara                           | 27 de junio de 2025                                  | —                | Continuación de Kobayashi-san Chi no Maid Dragon S. | [ 105 ] [ 106 ] |

### OVA's
| Año  | Título                                      | Director          | Fecha de lanzamiento     | Nota(s)                              | Refs.         |
| ---- | ------------------------------------------- | ----------------- | ------------------------ | ------------------------------------ | ------------- |
| 1991 | Shiawasette Naani                           | Tatsuya Ishihara  | 9 de julio de 1991       | Basado en novelas de Ryuuhou Ookawa. | [ 107 ] [ y ] |
| 2003 | Munto                                       | Yoshiji Kigami    | 18 de marzo de 2003      | Trabajo original.                    | [ 108 ]       |
| 2005 | Munto 2: Beyond the Walls of Time           | Yoshiji Kigami    | 23 de abril de 2005      | Secuela de Munto.                    | [ 110 ]       |
| 2008 | Lucky☆Star: Original na Visual to Animation | Yasuhiro Takemoto | 26 de septiembre de 2008 | Historia paralela de Lucky☆Star.     | [ 111 ]       |
| 2011 | Nichijō: Nichijō no 0-wa                    | Tatsuya Ishihara  | 12 de marzo de 2011      | Historia paralela de Nichijō.        | [ 112 ]       |
| 2013 | Hyōka: Motsubeki Mono wa                    | Yasuhiro Takemoto | 13 de enero de 2013      | Historia paralela de Hyōka.          | [ 113 ]       |

### ONA's
| Año  | Título                         | Director(es)      | Fecha de primera transmisión | Fecha de última transmisión | Eps | Nota(s)                                                            | Refs.   |
| ---- | ------------------------------ | ----------------- | ---------------------------- | --------------------------- | --- | ------------------------------------------------------------------ | ------- |
| 2009 | Suzumiya Haruhi-chan no Yuutsu | Yasuhiro Takemoto | 14 de febrero de 2009        | 15 de mayo de 2009          | 25  | Adaptación del manga derivado Suzumiya Haruhi no Yuutsu de Puyo.   | [ 114 ] |
| 2009 | Nyorōn Churuya-san             | Yasuhiro Takemoto | 14 de febrero de 2009        | 15 de mayo de 2009          | 13  | Adaptación del manga derivado Suzumiya Haruhi no Yuutsu de Eretto. | [ 114 ] |

## Novelas ligeras publicadas
La siguiente lista muestra las novelas ligeras publicadas por Kyoto Animation bajo su sello KA Esuma Bunko:
- Yūyake Tōdai no Himitsu (2011)
- Chūnibyō Demo Koi ga Shitai! (2011–2017)
- Oyashiki to Coppelia (2011)
- Kyōkai no Kanata (2012–2013)
- Tamako Market (2013–2014)
- Musaigen no Phantom World (2013–2016)
- High Speed! (2013–2014)
- Robot Heart Update (2015–2017)
- Violet Evergarden (2015–2020)
- Manzai Senka! (2016)
- Tsurune (2016–presente)
- Kono Hoshizora ni wa Kimi ga Tarinai! (2017)
- 20 Seiki Denki Mokuroku (2018)
- Mobomoga (2020)
- Jikan (2020)
- Ten'yaku-ryō no Majo (2020)
- Sakura no Furu Machi (2020)

## Otras lecturas
Creamer, Nick (2 de diciembre de 2015). «What Makes Kyoto Animation So Special?» (en inglés). Anime News Network. Consultado el 1 de agosto de 2021.